# Зигмунд II фон Папенхайм
Зигмунд II фон Папенхайм (на немски: Sigmund II von Pappenheim; ок. 1470; † 1536) е имперски наследствен маршал на сеньорат Папенхайм в Бавария от линията Папенхайм-Алесхайм.

## Произход
Той е син на маршал Зигмунд I фон Папенхайм († 1496) и съпругата му Магдалена фон Шаумберг от Тюрингия. Внук е на маршал Хаупт II фон Папенхайм († 1438) и втората му съпруга Барбара фон Рехберг († 1460).
Зигмунд II има две сестри Хелена фон Папенхайм († 24 февруари 1512), омъжена за Ханс Георг фон Абсберг († 1525), и Маргарета фон Папенхайм († 1500), абатиса на манастир Зелигенпортен. Роднина е на Кристоф фон Папенхайм († 1539), епископ на Айхщет (1535 – 1539).

## Фамилия
Зигмунд II фон Папенхайм се жени за К. фон Волкерсдорф, родена Боашер фон Льовенщайн, и втори път за Урсула фон Фраунберг.
Той има децата:
- Мария фон Папенхайм, омъжена за Бернхард фон Вестернах
- Кунигунда фон Папенхайм, омъжена I. 1513 г. за Панкрац фон Ауфзес († 1541), II. на 15 септември 1621 г. за Кристоф фон Папенхайм
- Волфганг Дитрих фон Папенхайм
- Зигмунд фон Папенхайм
- Кристоф фон Папенхайм († 1 май 1562), маршал на Папенхайм, женен I. за Анна фон Фелберг, II. за Барбара Готцман
- Томас I фон Папенхайм (* ок. 1505; † 1552), маршал на Папенхайм, женен за Сузана фон Крайт
- Хаупт/Хаупто III (или Хайнрих) фон Папенхайм (* ок. 1510; † 19 май 1559), маршал на Папенхайм, женен за София фон Крайт